# Olaf Thon
Olaf Thon (født 1. maj 1966 i Gelsenkirchen, Vesttyskland) er en tidligere tysk fodboldspiller, der som midtbanespiller eller forsvarer på det vesttyske landshold var med til at vinde guld ved VM i 1990 i Italien. Han deltog desuden ved VM i 1986, hvor tyskerne vandt sølv, samt ved EM i 1988 og VM i 1998.
På klubplan spillede Thon kun for to klubber gennem karrieren, nemlig Schalke 04 i sin fødeby, samt FC Bayern München. Med Bayern vandt han tre tyske mesterskaber og UEFA Cuppen i 1996. Med Schalke vandt han to DFB-Pokaltitler.